# L'Alqueria d'Estanya
L'Alqueria d'Estanya era una antic lloc morisc ubicat a l'actual terme municipal de Cocentaina, al País Valencià. Va ser despoblat el 1609, amb l'expulsió dels moriscos decretada pel Regne d'Espanya. En eixe moment, tenia 36 famílies.